# Тырновское сельское поселение (Пронский район)
Ты́рновское се́льское поселе́ние — муниципальное образование в Пронском районе Рязанской области Российской Федерации.
Административный центр — село Тырново.

## История
Статус и границы сельского поселения установлены Законом Рязанской области от 7 октября 2004 года № 89-ОЗ «О наделении муниципального образования Пронский район статусом муниципального района, об установлении его границ и границ муниципальных образований, входящих в его состав»

## Население
| 2010  | 2012  | 2013  | 2014  | 2015  | 2016  | 2017  |
| ----- | ----- | ----- | ----- | ----- | ----- | ----- |
| 1479  | ↘1443 | ↘1404 | ↘1350 | ↘1323 | ↘1292 | ↘1268 |
| 2018  | 2019  | 2020  | 2021  |       |       |       |
| ↘1219 | ↘1176 | ↘1152 | ↗1476 |       |       |       |

## Состав сельского поселения
| №  | Населённый пункт   | Тип населённого пункта       | Население |
| -- | ------------------ | ---------------------------- | --------- |
| 1  | Абакумово          | село                         | ↘141      |
| 2  | Альютово           | деревня                      | ↘250      |
| 3  | Болотово           | деревня                      | ↘2        |
| 4  | Воскресенка        | село                         | ↘17       |
| 5  | Выропаево          | деревня                      | 0         |
| 6  | Гагино             | деревня                      | 6         |
| 7  | Елшино             | село                         | ↘94       |
| 8  | Красное            | село                         | ↘49       |
| 9  | Кулаково           | деревня                      | ↘3        |
| 10 | Новики             | деревня                      | 3         |
| 11 | Озерки             | посёлок                      | 3         |
| 12 | Поповка            | деревня                      | 2         |
| 13 | Последово          | село                         | ↘15       |
| 14 | Последовский Хутор | деревня                      | 0         |
| 15 | Тырново            | село, административный центр | ↘892      |
| 16 | Филимоново         | деревня                      | 1         |
| 17 | Чулково            | село                         | ↘1        |